# Герб Краснокутського району
Герб Красноку́тського райо́ну — офіційний символ Краснокутського району Харківської області, затверджений рішенням III сесії V скликання Краснокутської районної ради від 14 червня 2006 року.

## Опис
Герб району являє собою чотирикутний геральдичний щит із заокругленими нижніми кутами і загостренням в основі, з жовто-синьою каймою. Щит обрамлений з боків стилізованим пшеничним колоссям, обвитим жовто-синьою стрічкою.
Щит скошений зліва і справа до центру основи на три частини: 2/4 червоного кольору та по 1/4 синього та зеленого кольорів. На червоному тлі зображені: перехрещені золотий ріг достатку і кадуцей, (жезл Меркурія також золотий, а крила і змії — срібні). Кадуцей та ріг достатку розміщуються на діагоналях умовного трикутника геральдичного щита, перехрещуючись у його центрі. У правому верхньому кутку рогу достатку — зелене листя черешні, на якому розміщені яблуко, груша та черешня — символи Краснокутська.
У нижній частині розташовані: на зеленому тлі посередині дата «1651» — рік заснування Краснокутська, внизу розташовані перехрещені козацькі клейноди — символ історії краю (як відомо, на території Краснокутського району існувала козацька слобода, а Краснокутськ заснований вихідцем із Корсуня козаком Штепою).
На синьому тлі — нафтогазова вишка, що символізує розвиток нафтогазовидобувної промисловості на Краснокутчині.
Пропорції герба — висота до ширини 8:7, заокруглені частини герба являють собою ¼ кола з радіусом окружності рівним 1/8 висоти герба.